# Uhelná
Uhelná (in tedesco Sörgsdorf) è un comune della Repubblica Ceca facente parte del distretto di Jeseník, nella regione di Olomouc.